# Šime Strikoman
Šime Strikoman (1957.), diplomirani filmski i televizijski snimatelj, a profesionalno se bavi i snimanjem fotografija još od studentskih dana. Šime Strikoman učinio je niz milenijskih fotografija (preko 150), među kojima i milenijsku fotografiju u Splitu na Poljudu za stogodišnjicu Hajduka (2011.), i 2012. fotografiju u obliku crvene ruže pokraj velike Onofrijeve česme posvećene Valentinovu.
Kao fotoreporter i urednik fotografija radio je i za popularni časopis Start. Idejni je začetnik 2001. Festivala žudija u Vodicama, prikazivanja uskrsnih običaja čuvara Kristova groba.